# Rubi Reid Jansson
Rubi Reid Jansson, född 22 november 2000, är en svensk fotbollsspelare som tidigare spelat för bland annat Täby FK.

## Karriär
Rubi Reid Jansson inledde sin fotbollskarriär i moderklubben Bele Barkarby FF vid åtta års ålder. 2012 valde Reid Jansson att byta klubb till AIK där även seniordebuten skedde 2016. Efter säsongen 2019 valde AIK och Rubi Reid Jansson att gå skilda vägar. Karriären fortsatte 2021 i Täby FK där det blev två säsonger, innan Rubi Reid Jansson inför säsongen 2023 återigen var klar för spel i AIK. Det blev dock ingen förlängning i AIK för Reid Jansson efter en skadedrabbad säsong 2023.